# Ri Jae-il
Ri Jae-il (En coreano: 리재일, Pyongyang, Corea Ocupada, 1934 – Pyongyang, Corea del Norte, 4 de febrero del 2021) fue un político norcoreano, primer subdirector del Departamento de Publicidad e Información y miembro de la Asamblea Suprema del Pueblo.

## Biografía
Ri Jae-il nació en 1935 durante el periodo de la ocupación japonesa de corea. No se sabe demasiado sobre su vida civil antes de 1992, sabiéndose solo que su primer trabajo profesional fue el de editor del periódico capitalino Pyongyang Sinmun. 
En 1992 se convertiría en el subdirector de uno de los principales departamentos del Comité Central del Partido de los Trabajadores de Corea. En febrero de 2001 se convirtió en presidente del Comité de Control de Publicaciones del Estado, la principal oficina encargada de la censura de los medios de comunicación del Gobierno Norcoreano. De 2004 a 2014, Ri Jae-il fue el primer subdirector del Departamento de Propaganda y Agitación del Comité Central, dirigido por Ri Il-hwan .
Fue miembro de la duodécima convocatoria de la Asamblea Popular Suprema , el parlamento unicameral de Corea del Norte. De acuerdo con las disposiciones de la 3ª Conferencia del Partido de los Trabajadores de Corea , el 28 de septiembre de 2010, Ri Jae-il se convirtió en miembro suplente del Comité Central. Después de la muerte de Kim Jong-il en diciembre de 2011, Ri Jae-il ocupaba el lugar 120 en el comité de funeral de 233 personas. Esto testificó la pertenencia formal y real de Ri Jae il al liderazgo político de la República Popular Democrática de Corea. Según los expertos, las posiciones en estas listas definían la posición de un político en la jerarquía del aparato de poder.

## Funeral
La ceremonia funeral tuvo lugar en el 6 de febrero del 2021 en la Casa de Sojang, donde familiares y miembros del PTC guardaron un minuto de silencio, en memoria de Ri.
Luego sería llevado al Cementerio de los Mártires Patrióticos, donde se efectuaría la ceremonia de despedida. Al pronunciar la despedida de duelo, el subjefe de departamento del CC del PTC, Kwon Hyok Bong, dijo que Ri creció como competente militante partidista y activista político bajo la atención solícita y confianza especial de los grandes Líderes sin pares.